# Орел Павло Опанасович
Павло́ Опана́сович Оре́л (06.06.1939, с. Макіївка Узинського району, нині Білоцерківського району Київської області — 14.11.2014, Київ) — тренер з кікбоксингу, майстер спорту міжнародного класу, заслужений тренер СРСР, України та Киргизстану, суддя міжнародної категорії.

## З життєпису
Закінчив Київський інститут фізичної культури (1975). З 1970-х років працював тренером, зокрема у 1974—1976 роках обіймав посаду старшого тренера спортивного товариства «Буревісник» (Київ). Один із перших фахівців, які зробили значний внесок у розвиток та популяризацію кікбоксингу в СРСР та Україні.
У 1988—1991 роках був старшим тренером збірної команди та головою колегії суддів СРСР. У 1993 році заснував і очолював Національну федерацію кікбоксингу України WAKO, керуючи нею до 2014 року. Завдяки його зусиллям у Києві відбулися чемпіонати світу (1995) та Європи (1998) з кікбоксингу.
Автор наукових праць: «Кикбоксинг в Украине» (2000) та «Психологическая и психофизиологическая подготовка кикбоксера» (2008), виданих у Києві.
З 2015 року в Україні проводяться всеукраїнські змагання, присвячені пам'яті Павла Орла.